# Паровой взрыв
Паровой взрыв (англ. Vapor Explosion) — резкое (быстрое) за время 1 мс образование большого количества пара, сопровождающееся местным повышением давления, вследствие перехода тепловой энергии (затрачиваемой на испарение жидкости и расширение пара) в механическую.

## Условия возникновения парового взрыва
Для возникновения и развития крупномасштабного парового взрыва необходим ряд условий:
- образование такой смеси расплава и теплоносителя ячеистой структуры, которая была бы достаточно компактной, чтобы волна давления могла распространиться внутри неё;
- смесь должна иметь достаточное количество теплоносителя для образования пара;
- должен присутствовать спусковой механизм — импульс давления, который привел бы к срыву плёнки пара на каплях расплава, резкой интенсификации теплообмена.

## Стадии парового взрыва
В явлении парового взрыва выделяют четыре стадии — фазы:
1. («фаза задержки») — смешение теплоносителя и крупных капель расплава, образование паровой плёнки на поверхности расплава;
2. фаза интенсивного взаимодействия — прорыв плёнки пара, фрагментация капель, возникновение ударной волны;
3. фаза распространения парового взрыва — распространение фронта ударной волны, размельчение капель расплава за счёт ударной волны, интенсификация перемешивания, увеличение энергии волны (2, 3 — собственно фаза парового взрыва)
4. фаза затухания импульсов давления, кипения на застывших фрагментах.

## Паровой взрыв чистых жидкостей
Жидкости высокой степени чистоты легко входят в перегретое состояние. Связано это с тем, что в таких средах присутствует весьма малое количество зародышей паровых пузырей. Однако если перегретая чистая жидкость контактирует с ячеистой структурой или внутри неё возникают турбулентные течения, то в течение сравнительно малого промежутка времени количество зародышей многократно увеличивается и в них начинается процесс парообразования. Возникающие при этом локальные течения ещё больше турбулизируют жидкость, что приводит к росту интенсивности парообразования и процесс ускоряется лавинообразно до тех пор, пока вся жидкость не превратится в пар. 
По этой причине нагрев чистых жидкостей до температуры кипения чрезвычайно опасен. На большинстве бытовых водонагревательных приборов есть соответствующие предупреждения о недопустимости использования дистиллированной воды.

## Паровой взрыв на АЭС
В условиях тяжелой аварии на АЭС паровой взрыв может происходить при контакте расплавленных материалов активной зоны — кориума — с теплоносителем. Механизмы фрагментации расплава связаны с локальными тепловыми и гидродинамическими явлениями на границе расплава и теплоносителя. Периодический рост и схлопывание паровых пузырей, разница в скоростях капли и расплава приводят к силам, вызывающим дробление капель. Образующиеся ударные волны при взаимодействии с каплями расплава также приводят к дроблению капель.
Силовые элементы главного циркуляционного контура АЭС работают в тяжелых условиях: высокий уровень температур и давлений; значительные термические напряжения, обусловленные большими тепловыми нагрузками и градиентами температуры; высокие скорости теплоносителя, способствующие появлению вибраций; ионизирующее излучение. Поэтому во время эксплуатации серьёзное внимание обращается на поддержание заданного безопасного теплогидравлического режима. На АЭС имеются надежные системы контроля всех основных режимных параметров и состояния оборудования. Тем не менее, даже маловероятные отказы отдельных элементов оборудования или отказы в системах контроля и регулирования, или просто случайное сочетание неблагоприятных отклонений режимных параметров от нормальных условий эксплуатации могут привести к аварийным ситуациям.
Безопасность АЭС базируется на комплексе мероприятий, направленных на профилактику причин аварийных ситуаций и совершенствования средств защиты. Один из главных вопросов оценки парового взрыва — знание того, как быстро отводится тепло от расплавленной частицы. Исследованию этого вопроса посвящён комплекс научных исследований, в частности механизмам фрагментации теплоносителя, эволюции паровых образований.